# Rivière Aanaakisiuqvik
La rivière Aanaakisiuqvik est affluent de la rive sud de la rivière Koktac lequel coule vers le nord-ouest jusqu'au littoral Est de la baie d'Hudson. Ce cours d'eau coule dans le territoire non-organisé de la Baie-d'Hudson, dans la péninsule d'Ungava, dans la région administrative du Nord-du-Québec, au Québec, au Canada.

## Géographie
Les bassins versants voisins de la rivière Aanaakisiuqvik sont :
- côté nord : rivière Koktac ;
- côté est : lac Juusiup Tasialua ;
- côté sud : rivière Innuksuac ;
- côté ouest : Baie d'Hudson.

La rivière Aanaakisiuqvik coule vers le nord-ouest. Elle se déverse sur la rive sud d'un lac de la rivière Koktac.

## Toponymie
Le toponyme rivière Aanaakisiuqvik a été officialisé le 6 septembre 1984 à la Commission de toponymie du Québec.